# Nemorilla floralis
Nemorilla floralis là một loài ruồi trong họ Tachinidae.